# 塞萨尔什
塞萨尔什（法語：Césarches，法語發音：[sezaʁʃ]）是法国萨瓦省的一个市镇，属于阿尔贝维尔区。

## 地理
塞萨尔什（45°42'4"N, 6°24'43"E）面积2.9 平方千米，位于法国奥弗涅-罗讷-阿尔卑斯大区萨瓦省，该省份为法国东部省份，历史上为薩伏依的一部分，北起上萨瓦省，西接伊泽尔省和安省，南部和东部与上阿尔卑斯省和意大利接壤。
与塞萨尔什接壤的市镇（或旧市镇、城区）包括：马尔托、帕吕、凯日、泰内索勒、旺通。

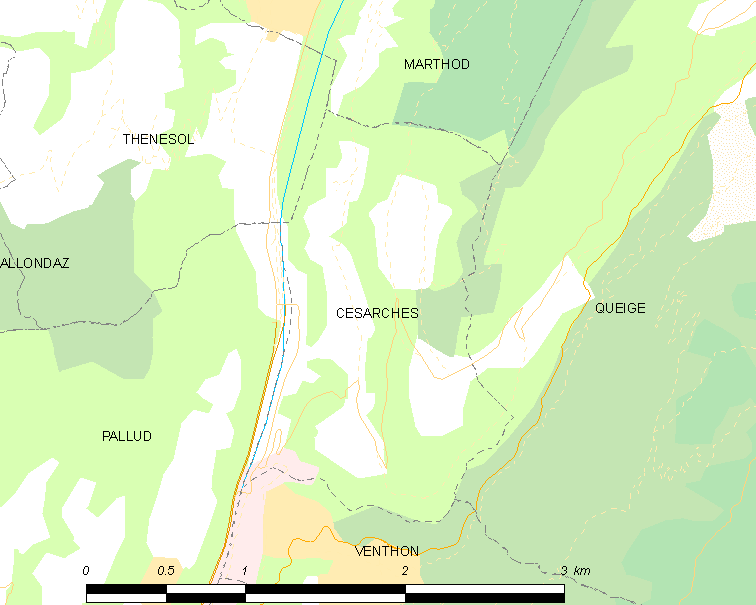
塞萨尔什的OSM定位图

塞萨尔什的时区为UTC+01:00、UTC+02:00（夏令时）。

## 行政
塞萨尔什的邮政编码为73200，INSEE市镇编码为73061。

## 政治
塞萨尔什所属的省级选区为于日讷县。

## 人口

1962-2008年间塞萨尔什人口变化图示

塞萨尔什于2022年1月1日时的人口数量为431人。